# Болото (фільм)
«Болото» англ. The Marsh — канадський фільм жахів з елементами трилеру від режисера Джордана Баркера. Прем'єра фільму відбулася 18 травня 2006 року.
Теглайн: «Ви можете поховати минуле... але іноді минуле не залишається похованим».

## Сюжет
Клер Холловей все життя переслідують кошмари. За порадою лікаря Клер вирушає до села на відпустку. Але як тільки Клер відчуває поліпшення в селі починають відбуватися дивні речі. Клер вирішує розібратися в ситуації, що склалася разом з Ноа Пітні, видавцем місцевої газети, та Хантом - консультантом з паранормальних явищ. Група починає розслідування серії вбивств, які повторюють такі ж події, що відбулися у далекому минулому.

## У ролях
| Актор          | Роль               |
| -------------- | ------------------ |
| Габріел Анвар  | Клер Холловей      |
| Джастін Луїс   | Ноа Пітні          |
| Форест Вітакер | Джоффрі Хант       |
| Вільям Кадді   | хлопчик            |
| Пітер МакНіл   | Філіп Менвілл      |
| Нів Вілсон     | маленька Клер/Роуз |

## Спецефекти
- SPIN VFX